# Кроуфорд, Шон
Шон Кроуфорд — американский спринтер. Олимпийский чемпион 2004 года на дистанции 200 метров.
Профессиональную карьеру начал в 2001 году когда стал бронзовым призёром чемпионата мира на дистанции 200 метров. В этом же году стал чемпионом мира в помещении и победителем игр доброй воли.

## Личные рекорды
| Дата            | Дистанция  | Место         | Время (секунды) |
| --------------- | ---------- | ------------- | --------------- |
| 28 февраля 2004 | 60 метров  | Бостон, США   | 6.47            |
| 19 июня 2004    | 100 метров | Юджин, США    | 9.88            |
| 26 августа 2004 | 200 метров | Афины, Греция | 19.79           |
| 7 июня 2009     | 300 метров | Юджин, США    | 32.47           |